# Meilisi
Meilisi är ett stadsdistrikt för daur-folket i Qiqihar i Heilongjiang-provinsen i nordöstra Kina.